# 学校法人21世紀アカデメイア
学校法人21世紀アカデメイア（がっこうほうじんにじゅういっせいきアカデメイア）は、東京都千代田区に本部を置く学校法人である。

## 沿革
出典
- 1958年
  - 大阪デザイン研究所 設立
- 1960年
  - 東京デザイン研究所 設立
- 1962年
  - 大阪デザイナー学院（現：専門学校大阪デザイナー・アカデミー）設立
- 1963年
  - 東京デザイナー学院（現：専門学校東京デザイナー・アカデミー）設立
- 1964年
  - 東京写真専門学校（現：専門学校東京ビジュアルアーツ・アカデミー）設立
- 1965年
  - 東京デザイナー学院 学校法人認可
- 1966年
  - 大阪写真専門学校（現：専門学校大阪ビジュアルアーツ・アカデミー）設立
  - 東京写真専門学校 学校法人認可
- 1967年
  - 東京スクール・オブ・ビジネス（現：専門学校東京ビジネス・アカデミー）設立
  - 学校法人東京写真学園（現：学校法人21世紀アカデメイア）設立
- 1968年
  - 東京デザイナー学院名古屋校（現：専門学校名古屋デザイナー・アカデミー）設立
  - 東京写真専門学校名古屋校（現：専門学校名古屋ビジュアルアーツ・アカデミー）設立
- 1969年
  - 東京デザイナー学院九州校（現：専門学校福岡デザイナー・アカデミー）設立
  - 東京観光専門学院（現：専門学校東京ホスピタリティ・アカデミー）設立
- 1972年
  - 大阪写真専門学校 学校法人認可
- 1976年
  - 専修学校設置基準制度確立
- 1977年
  - 東京デザイナー学院 開設（専修学校）
  - 東京写真専門学校 開設（専修学校）
  - 大阪デザイナー専門学校 開設（専修学校）
  - 大阪写真専門学校 専修学校認可
  - 東京デザイナー学院名古屋校 専修学校認可
  - 東京写真専門学校名古屋校 専修学校認可
- 1979年
  - 専門学校東京スクール・オブ・ビジネス 開設
  - 東京観光専門学校 開設
- 1982年
  - 大阪ビジネスカレッジ専門学校（現：専門学校大阪ビジネス・アカデミー） 開設
  - 大阪写真専門学校 開設
- 1983年
  - 専門学校九州デザイナー学院 開設
  - 専門学校九州スクール・オブ・ビジネス（現：専門学校福岡ビジネス・アカデミー） 開設
  - 九州観光専門学校（現：専門学校福岡ホスピタリティ・アカデミー） 開設
  - 東京スクール・オブ・ビジネス千駄ヶ谷専門学校（現：専門学校東京クールジャパン・アカデミー）開設
  - 専門学校東京デザイナー学院名古屋校 開設
  - 東京写真専門学校名古屋校 開設
  - 学校法人名古屋安達学園 設立
  - 学校法人九州安達学園 設立
- 1984年
  - 専門学校名古屋スクール・オブ・ビジネス（現：専門学校名古屋ビジネス・アカデミー） 開設
- 1985年
  - 大阪観光専門学校（現：専門学校大阪ホスピタリティ・アカデミー） 開設
- 1991年
  - 名古屋観光専門学校（現：専門学校名古屋ホスピタリティ・アカデミー） 開設
  - 学校法人東京写真学園が学校法人安達学園に名称変更
- 1993年
  - 東京写真専門学校が専門学校東京ビジュアルアーツに名称変更
  - 安達総合企画株式会社 設立
- 1994年
  - 大阪写真専門学校がビジュアルアーツ専門学校に名称変更
  - 東京写真専門学校名古屋校が専門学校名古屋ビジュアルアーツに名称変更
- 1997年
  - 専門学校九州ビジュアルアーツ（現：専門学校福岡ビジュアルアーツ・アカデミー） 開設
  - 東京スクール・オブ・ビジネス千駄ヶ谷専門学校が専門学校東京ネットウエイブに名称変更
- 2002年
  - 専門学校東京デザイナー学院名古屋校が専門学校名古屋デザイナー学院に名称変更
- 2015年
  - 有限会社システム桐葉外語がグループ加入
- 2017年
  - 3月31日 - 学校法人東京安達学園が学校法人東京学園・学校法人大阪安達学園・学校法人名古屋安達学園・学校法人九州安達学園を合併[2]
  - 11月6日 - 学校法人東京安達学園が学校法人Adachi学園に名称変更[2]
- 2019年
  - 専門学校東京ネットウエイブが専門学校東京クールジャパンに名称変更
- 2020年
  - 有限会社システム桐葉外語が東京安達日本語学院有限会社に名称変更
- 2021年
  - システム桐葉外語が東京安達日本語学校に名称変更
- 2024年
  - 3月28日 - 学校法人Adachi学園が学校法人21世紀アカデメイアに名称変更[2]
  - 運営校18校の名称を変更

## 設置校

### サミットアカデメイア
- 富士五湖アカデメイア
- ロサンゼルス・アカデメイア

### コアアカデメイア

#### 東京アカデメイア
- 専門学校東京デザイナー・アカデミー
- 専門学校東京ビジュアルアーツ・アカデミー
- 専門学校東京ビジネス・アカデミー
- 専門学校東京ホスピタリティ・アカデミー
- 専門学校東京クールジャパン・アカデミー
- 専門学校東京ランゲージ・アカデミー

#### 名古屋アカデメイア
- 専門学校名古屋デザイナー・アカデミー
- 専門学校名古屋ビジュアルアーツ・アカデミー
- 専門学校名古屋ビジネス・アカデミー
- 専門学校名古屋ホスピタリティ・アカデミー

#### 大阪アカデメイア
- 専門学校大阪デザイナー・アカデミー
- 専門学校大阪ビジュアルアーツ・アカデミー
- 専門学校大阪ビジネス・アカデミー
- 専門学校大阪ホスピタリティ・アカデミー

#### 福岡アカデメイア
- 専門学校福岡デザイナー・アカデミー
- 専門学校福岡ビジュアルアーツ・アカデミー
- 専門学校福岡ビジネス・アカデミー
- 専門学校福岡ホスピタリティ・アカデミー

### クリエイティブ・スペース・アカデメイア21
- 富士五湖
- 東京原宿
- ロサンゼルス

## 関連会社
- 株式会社アカデメイア・ビジョン
- 東京安達日本語学院有限会社